# Болото Эпидемий
Боло́то Эпиде́мий (лат. Palus Epidemiarum) — малое лунное море, расположенное в юго-западной части видимой стороны Луны. Объект находится к юго-западу от Моря Облаков и к юго-востоку — от Моря Влажности.
По данным альтиметрических измерений, произведённых космическим аппаратом «Clementine», глубина западной и восточной оконечностей объекта имеет разницу в 2 километра.
На западе Болота Эпидемий пролегает сеть борозд, называемая борозды Рамсдена. Наиболее широкая из них борозда Гесиода простирается от центра до северо-восточной оконечности на 300 километров. С юга от центра разместился кратер Капуан, на западной оконечности — кратер Рамсден, на восточной — кратер Чекко Д'Асколи.